# 光侵蝕
光侵蝕是星前核心因為附近恆星的電離輻射導致外層的色散。 
這種侵蝕阻礙了環繞著原恆星中心核的外圍吸積，因此，反過來也阻止了原恆星成為成熟的恆星，使得原恆星只能發展成為棕矮星或行星質量天體。